# Day Tripper
Day Tripper war die zwölfte Single der Beatles, veröffentlicht als erste Doppel-A-seitige Single zusammen mit We Can Work It Out im Dezember 1965. Veröffentlicht wurde es unter dem Copyright Lennon/McCartney.

## Entstehungsgeschichte
Day Tripper entstand im Oktober 1965 in John Lennons Haus in Kenwood (St. George’s Hill), Weybridge/Surrey. Paul McCartney und John Lennon arbeiteten hierbei, wie meistens, zusammen, doch schreibt McCartney die größten Ideenanteile an der Entstehung des Songs seinem Kollegen zu. Der Song entstand unter dem Druck, eine neue Single veröffentlichen zu müssen, weil die letzte Single Help! letztmals am 19. August 1965 in Großbritannien auf dem ersten Rang notierte und Mitte September aus den Top Ten herausgefallen war. Die beiden Komponisten kamen auf die Idee zum mehrdeutigen Titel Day Tripper. Einerseits werden hiermit Personen beschrieben, die keine große Praxis bei einer bestimmten Tätigkeit besitzen, eben umgangssprachlich ein „Sunday driver“ (Sonntagsfahrer) sind oder auch Tagesausflügler mit einem „one way ticket“ (Einfachfahrkarte ohne Rückfahrt) sein können. Andererseits ist dies auch die Bezeichnung für jemanden, der sich den Hippie-Lebensstil nicht vollständig zu eigen gemacht hat, insbesondere nicht täglich Drogen nimmt. Dem Mitkomponisten John Lennon zufolge war es ein Drogen-Song.

## Aufnahme
Aufgenommen am 16. Oktober 1965 in Studio 2 der Abbey Road Studios in London während der Aufnahmesessions zum Album Rubber Soul, wurden zunächst die Musikspuren mit Bassgitarre und Schlagzeug aufgenommen, dann Lennons Rhythmusgitarrenspiel, abgemischt auf dem linken Kanal, rechts die mit Hall versehenen Stimmen. Beim Intro ist die Rhythmusgitarre doppelt aufgenommen und mit der Bassgitarre überspielt worden. John Lennon und Paul McCartney übernahmen den Lead- und Begleitgesang gemeinsam. Von den drei Takes wurde das letzte für die Schallplattenpressung verwendet, produziert von George Martin mit Norman Smith als Toningenieur.
Das Lied wird dominiert von Paul McCartneys synkopierten Bass-Ostinato, dessen aus elf Noten bestehendes Motiv permanent während des Stücks in unterschiedlichen Tonarten wiederholt wird und auf der Grundlage eines 12-Takt-Blues in E-Dur (ohne Moll-Beimischung) gehalten ist. Allein das Intro wird fünfmal wiederholt, was eine dramatisierende Behandlung des harmonischen Rhythmus darstellt. Die Dominanz des Basses macht Day Tripper zu einem der am meisten riff-getriebenen Songs der Popmusik. Vorbild war Robert Whites Gitarrenostinato in My Girl von den Temptations (Dezember 1964). Folgende Instrumente wurden bei der Aufnahme eingesetzt: McCartneys E-Bass war ein Höfner 500/1 (aus dem Jahr 1961), Harrisons Leadgitarre eine Gibson ES-345 und Lennons Rhythmusgitarre eine Rickenbacker 325 aus dem Jahr 1964.
Das Mehrspurband, auf dem der Song aufgenommen wurde, wies einige Beschädigungen auf, sodass an mehreren Stellen im Song einige Sekunden Ton zerstört waren. Bei der Abmischung blendete man diese Spuren – vornehmlich Gitarren – kurz aus. Gerade bei der ursprünglichen Stereoabmischung entstand so der Eindruck von Kanalausfällen im Stereobild. Bei späteren Abmischungen hat man diese Tonfehler besser kaschiert, sodass sie kaum noch wahrnehmbar sind.
Die Abmischungen des Liedes erfolgten am 26. Oktober 1965 in Mono und am 29. Oktober in Stereo. Es erfolgte am 10. November 1966 eine weitere Stereoabmischung von George Martin für das Kompilationsalbum A Collection of Beatles Oldies, die im Vergleich zur ursprünglichen Stereoversion merkliche Unterschiede aufweist.
Nach den Aufnahmen zu We Can Work It Out am 20. Oktober 1965 traf man erstmals im Popsektor weltweit die Entscheidung für eine Single mit doppelter A-Seite. Das machte es den Radiostationen nicht leicht, sich beim Airplay für eine der beiden Seiten zu entscheiden. Bei der standardmäßigen A- und B-Seiteneinteilung sollte die A-Seite für Radiostation als Hinweis dienen, diese Seite auch beim Airplay zu bevorzugen. Die Praxis einer doppelten A-Seite wurde von den Beatles noch einige Male wiederholt und auch von anderen Interpreten der Popmusik übernommen.

## Veröffentlichungen und Erfolg

The Beatles – Day Tripper
(britische Pressung)

- Die Single mit den beiden A-Seiten wurde in England am 3. Dezember 1965 veröffentlicht, am selben Tag wie das Album Rubber Soul; die Single verkaufte 1,387 Millionen Exemplare (eine Million bis zum 20. Dezember 1965), ging auch in den USA über eine Million Mal über die Ladentheke, weltweit mehr als drei Millionen Mal.[9] Nach Veröffentlichung am 6. Dezember 1965 in den USA wurde von den Radiostationen jedoch We Can Work It Out bevorzugt, das dort bis auf den ersten Platz vordringen konnte. Billboard listete – wie üblich – beide Seiten getrennt und notierte Day Tripper lediglich an Rang fünf. In Großbritannien gab es keine hitparadenmäßige Trennung, sodass Day Tripper / We Can Work It Out (Parlophone #R5389) als die zehnte aufeinanderfolgende Topnotiz für die Beatles registriert werden konnte.
- In den darauffolgenden Jahren wurde Day Tripper für folgende Kompilationsalben der Beatles verwendet: A Collection of Beatles Oldies (1966), 1962–1966 (1973), 20 Greatest Hits (1982), Past Masters (1988) und 1 (2000).
- Am 6. November 2015 wurde das Album 1 zum zweiten Mal wiederveröffentlicht. Dabei sind bei einigen Liedern, die von Giles Martin und Sam Okell neu abgemischt wurden, deutlich hörbare Unterschiede zu vernehmen. Die Stereoanordnung des Gesangs wurde verändert.[10][11]
- Am 10. November 2023 wurde das Kompilationsalbum 1962–1966 erneut wiederveröffentlicht. Auf diesem befindet sich Day Tripper in einer von Giles Martin und Sam Okell 2023 neu abgemischten Version.

## Musikvideos
Die Beatles drehten zwei Promotion-Filme für das Lied am 23. November 1965 in den Twickenham Film Studios in London. Regisseur war Joe McGrath. Die Schwarz-Weiß-Musikvideos wurden an Fernsehsender versandt.
Im ersten Musikvideo trugen die Beatles Anzüge ihres Shea-Stadion-Auftritts, und George Harrison und Ringo Starr standen hinter einer Eisenbahnwagen-Requisite. Ringo Starr holte eine Säge heraus und begann mit dem Abbau des Sets. Lennon und McCartney wurden hinter einem nahegelegenen Flugzeug im Stil von 1920 positioniert. Im zweiten Video sind die Bandmitglieder in Schwarz gekleidet und treten auf einer Bühne vor glänzenden Studiorequisiten auf.

## Statistik und Coverversionen
Es wurden über 250 Coverversionen von Day Tripper veröffentlicht.
Day Tripper gewann einen BMI-Award und wurde dem Coverinfo zufolge 51 Mal gecovert, bereits 1965 von Booker T. & the M.G.’s und 1966 vom Ramsey Lewis Trio. Otis Redding nahm ein Jahr später am 15. Oktober 1966 Day Tripper im Studio auf und spielte den vielleicht soulähnlichsten Song der Beatles live während seiner Europatournee 1967 (am 17. März 1967 im Astoria Theatre in London und am 21. März im Pariser Olympia). Sérgio Mendes & Brasil ’66 veröffentlichten 1966 eine Coverversion im Bossa-Nova-Stil auf ihrem Album Herb Alpert Presents. Jimi Hendrix coverte den Titel ebenfalls. Die britische Progressive-Rock-Band Yes verwendete 1969 in ihrer Coverversion des Beatles-Songs Every Little Thing das oben genannte Bass-Ostinato als Überleitung zum Gesangsteil des Titels. Eric Clapton baute ebenfalls das Einleitungs-Ostinato in seinen Gitarrenpart ein: nach dem Schlagzeugsolo in Ray Charles’ Cover What’d I Say auf John Mayalls LP Blues Breakers with Eric Clapton.

## Auszeichnungen für Musikverkäufe
| Land/Region                  | Auszeichnungen für Musikverkäufe (Land/Region, Auszeichnung, Verkäufe) | Verkäufe |
| ---------------------------- | ---------------------------------------------------------------------- | -------- |
| Vereinigtes Königreich (BPI) | Silber                                                                 | 200.000  |
| Insgesamt                    | 1× Silber ·                                                            | 200.000  |